# دانيال جاي كارون
دانيال جاي كارون هو أستاذ جامعي وأمين مكتبة كندي، ولد في 1957 في Sainte-Foy, Quebec City ‏ في كندا.